# President's Cup 1993
De President's Cup 1993 was de 20e editie van de Korea Cup. Het toernooi werd gehouden in juni 1993. Aan het toernooi deden 8 landen mee. Egypte werd kampioen, in de finale versloegen zij Zuid-Korea met 1–0.

## Groepsfase

### Groep 1
| Pos | Land                     | Wed | Win | Gel | Ver | DV | DT | +/− | Pnt |
| --- | ------------------------ | --- | --- | --- | --- | -- | -- | --- | --- |
| 1   | Egypte                   | 3   | 2   | 1   | 0   | 5  | 2  | +3  | 5   |
| 2   | Zuid-Korea               | 3   | 2   | 0   | 1   | 8  | 2  | +6  | 4   |
| 3   | Mexico                   | 3   | 0   | 2   | 1   | 0  | 4  | –4  | 2   |
| 4   | China (Olympisch elftal) | 3   | 0   | 1   | 2   | 1  | 6  | –5  | 1   |

### Groep 2
| Pos | Land                  | Wed | Win | Gel | Ver | DV | DT | +/− | Pnt |
| --- | --------------------- | --- | --- | --- | --- | -- | -- | --- | --- |
| 1   | Tsjechië              | 3   | 2   | 1   | 0   | 4  | 2  | +2  | 5   |
| 2   | Roemenië              | 3   | 1   | 2   | 0   | 4  | 3  | +1  | 4   |
| 3   | Zuid-Korea (B-elftal) | 3   | 0   | 2   | 1   | 5  | 6  | –1  | 2   |
| 4   | Australië             | 3   | 0   | 1   | 2   | 3  | 5  | –2  | 1   |

Noot: Tsjechië, Roemenië en Australië werden niet vertegenwoordigd door het nationale elftal, waarschijnlijk was het een jeugdelftal of spelers uit de nationale competitie. 

## Knock-outfase
|  | halve finale | halve finale |  |        | finale     | finale  |
|  |              |              |  |        |            |         |
|  | 26 juni      |              |  |        |            |         |
|  | Zuid-Korea   | 1            |  |        |            |         |
|  | Tsjechië     | 0            |  |        | 28 juni    | 28 juni |
|  |              |              |  |        | Zuid-Korea | 0       |
|  | 26 juni      | 26 juni      |  | Egypte | 1          |         |
|  | Egypte       | 3            |  |        |            |         |
|  | Roemenië     | 2            |  |        |            |         |

| Winnaar Korea Cup 1993 |
| ---------------------- |
|                        |
| Egypte 1e titel        |